# Château de la Madeleine (Varades)
Pour les articles homonymes, voir Château de la Madeleine (homonymie).
Le palais Briau, originairement château de la Madeleine, est situé à Varades, dans le département de la Loire-Atlantique en France.

## Localisation
Le château est situé au sud-est du bourg de Varades.

## Historique
Le château a été construit par l'architecte Edouard Moll pour l'ingénieur et entrepreneur François Briau, constructeur de lignes de chemins de fer pour l'Ouest de la France (dont la ligne à voie unique Nantes-Pornic) et maire de Varades. 
À la suite de sa réussite économique, il se fait bâtir en 1863 le château de la Madeleine, de style villa palladienne. 
Sa fille Berthe, unique héritière, se marie avec l'ingénieur Octave-Prudent Crouan, cousin germain de l'armateur nantais Fernand Crouan qui arma le Belem et qui était propriétaire du château des Jamonières à Saint-Philbert-de-Grand-Lieu, du château de la Houssinière à Nantes et du château de Pierre-Levée dans la forêt de Princé en Chéméré. Octave-Prudent Crouan-Briau devient à son tour maire de Varades en 1912. 
Un autre de ses cousins est notaire à Sainte-Pazanne et possède l'hôtel particulier Nau.
Le château fut acheté en 1920 par Léon Slove. Ses descendants en héritèrent en 1982, dont Cyril de La Patellière.
Le monument est inscrit au titre des monuments historiques en 1998.